# Ёлочные украшения

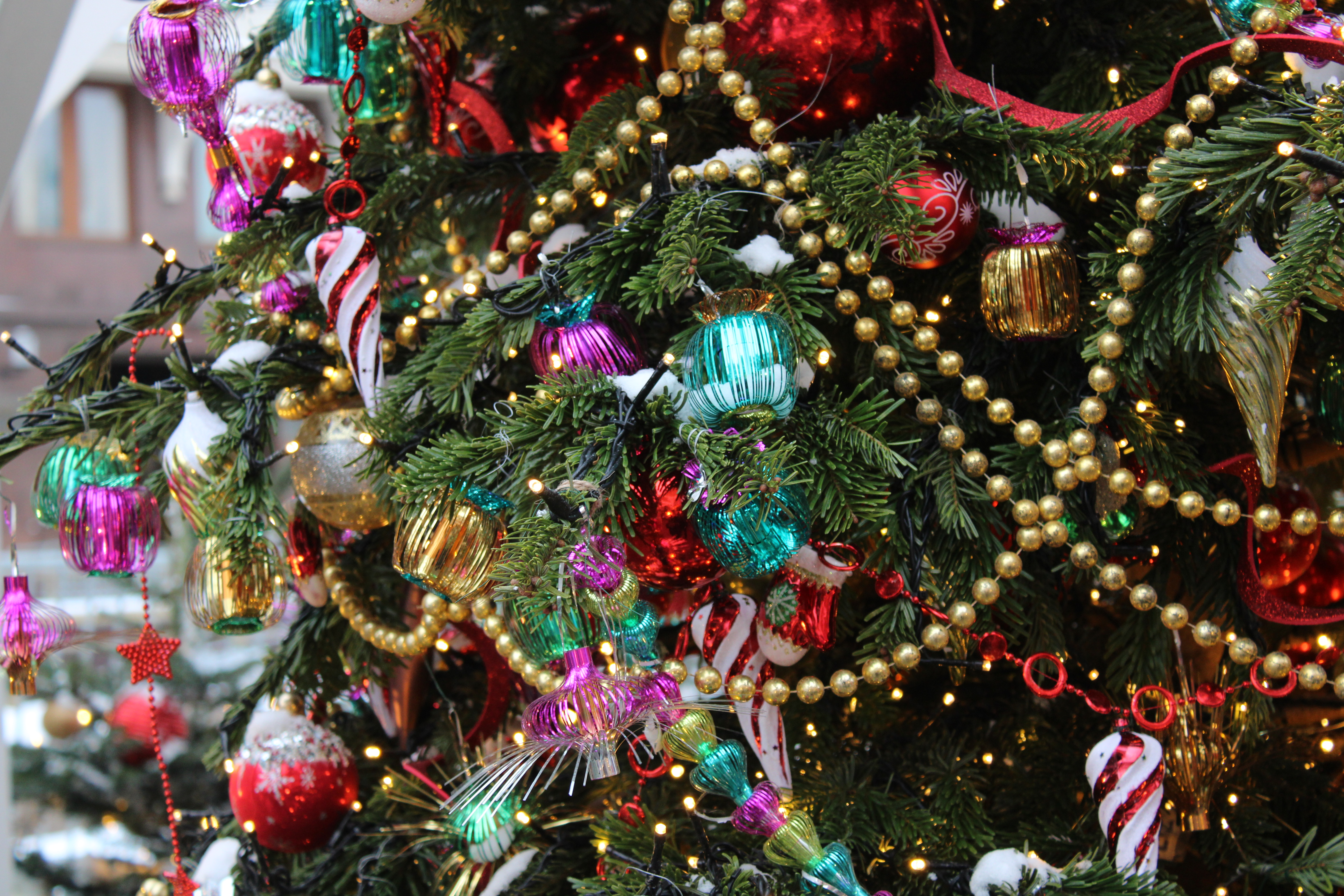
Фрагмент ёлки с украшениями

Ёлочные украше́ния — шары, фигурки и иные украшения, которыми наряжают новогоднюю (или рождественскую) ёлку, а также интерьер и экстерьер помещения к празднику Рождества и Нового года.

## Основные этапы истории ёлочных украшений

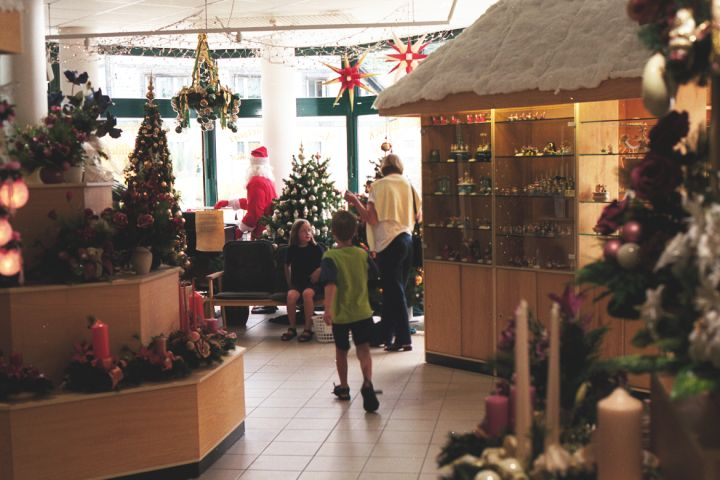
Один из открытых круглый год магазинов стеклянных ёлочных украшений в Лауше, 1999

Наряженные ёлки как домашний атрибут Рождества появляются в первой половине XVII века в Германии и в Прибалтике. Первые украшения были достаточно просты и следовали христианской символике: навершием служила Вифлеемская звезда, на ветках развешивались яблоки как символ плодов с древа познания Добра и Зла, укреплялись и зажигались свечи как символы ангельской чистоты. По мере становления традиции как предназначенной и для детей украшения усложнялись, на ёлку стали вешать искусственные украшения, сладости и орехи.
По одному из преданий, первые стеклянные ёлочные игрушки появились в Саксонии в XVI веке, то есть даже ранее первой документированной установки рождественского дерева. Другое предание связывает их появление с неурожаем яблок в Германии в 1848 году. Тогда стеклодувы в местечке Лауша в Тюрингии наделали взамен стеклянных «яблок» и с успехом их распродали, что положило начало регулярному производству украшений к празднику. Затем уже их начали выдувать и в Саксонии. Трудно судить, насколько легендарны эти сведения и насколько они связаны с соперничеством стеклодувов из разных краёв. Остаётся фактом, что с середины XIX века стеклодувное производство в Лауше остаётся одним из старейших производств стеклянных ёлочных украшений. В 1867 году там был открыт большой газовый завод, ремесленники которого, пользуясь легко регулируемыми газовыми горелками с высокотемпературным пламенем, выдували уже большие тонкостенные шары.
В 1903 году в Лауше был открыт Музей художественного стекла, в котором, в частности, представлена коллекция ёлочных украшений.
Традиция украшать ёлку горящими восковыми свечами потенциально пожароопасна, но люди шли на этот риск ради следования традиции и ради «естественности» украшений. Идея использовать более безопасные электрические гирлянды пришла в конце 1870-х годов к американскому телеграфисту Ральфу Моррису из Новой Англии. Нити маленьких сигнальных электрических лампочек уже использовались на телефонных пультах, однако Моррис первым догадался развесить их на ёлке. Идея была оценена его коллегами, а затем подхвачена производителями. В 1895 году в США была изготовлена первая уличная новогодняя электрическая гирлянда, которая украсила ель перед Белым домом.

## В СССР и России

Советские Деды Морозы и Снегурочка, детские карнавальные маски, 1980-е

Крышка упаковки ёлочных украшений из ГДР, 1960-70-е

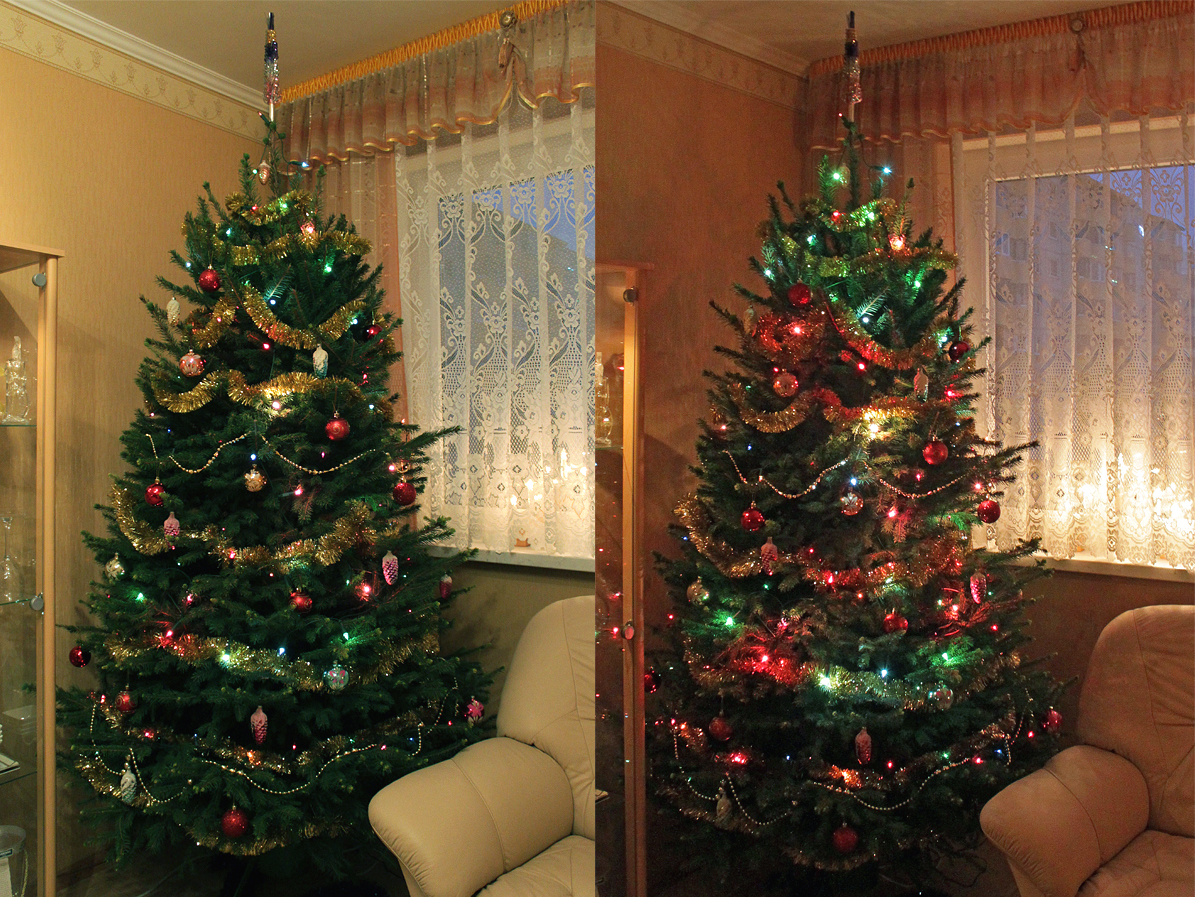
Украшенная новогодняя ёлка при дневном и ночном освещении

Первые ёлочные украшения появились в России в 1830-е — 1840-е годы. Как правило, это были самодельные игрушки, а также сладости. Массовое же использование ёлочных украшений началось во 2 половине XIX века. В Российской империи производство собственных украшений было не столь значительно, но их массово завозили на праздники из Европы, в первую очередь из Германии, где основные производства находились в Нюрнберге и Берлине. Старейшим собственным производством украшений являлось стеклодувное предприятие в Круговской волости Клинского уезда, основанное в 1848 году А. С. Меншиковым. Появление этого производства было вызвано залежами кварца неподалёку от завода. Продукция была высокого качества, что подтверждалось большими серебряными медалями на Российских мануфактурных выставках 1861 и 1865 годов, а также Всемирной выставке в Париже в 1889 году. Эта традиция не прервалась и продолжается на перенесённом в соседний Высоковск ОАО «Ёлочка». Рядом расположен музей ёлочной игрушки, где хранится редчайшая ёлочная игрушка «Самовар», выполненная из стекла.
После революции празднования Рождества стали подвергаться всё большим гонениям, вначале непрямым, затем официальным, закончившимися в канун 1929 года прямым запретом на праздник и устройство ёлки. Тем не менее, в Круговской волости игрушки выпускались вплоть до запрета. Причем игрушки производились как небольшими семейными артелями, так и двумя более крупными организациями — фабриками, созданными Московским кооперативным промысловым союзом. Вскоре эта же организация запретила продажу ёлочных игрушек с формулировкой «ёлочной дребедени и украшение витрин к Рождеству». Лишь некоторые семьи продолжали выпускать игрушки. Основные производства были переориентированы на лабораторную продукцию.
Граждане не перестали украшать ёлки украдкой, а игрушки продолжали производиться кустарным способом. Как раз к «периоду запрета» относят самые редкие и дорогие коллекционные советские ёлочные украшения.
Ситуация изменилась 28 декабря 1935 года, после знаменитого предложения П. П. Постышева в «Правде» вернуть этот праздник советским детям: «Давайте организуем детям к Новому году хорошую ёлку». Разумеется, речь теперь шла не о праздновании Рождества Христова, а именно о праздновании Нового года. Все старые и новые традиции тщательно очищались от какого-либо религиозного оттенка. Это отразилось и на возобновлённом в стране производстве ёлочных украшений.
- Место шестиконечной золотой или белой Вифлеемской звезды заняла пятиконечная красная. Также стали использовать просто декоративные навершия («пики»).
- Место шаров и ангелов заняли самые разнообразные фигурки людей, животных, фруктов, овощей. Разнообразие цветных фигурок на ветвях вообще отличало советские ёлки от западных, где украшения могли быть разноцветными, но обычно единой формы[4].

Популярность праздника привела к восстановлению производства ёлочных украшений, сначала как побочных производств на различных предприятиях, затем как самостоятельных производств. Журнал «Советская игрушка» выступил с критикой в отношении фабрик, выпускающих ёлочные украшения. Претензии были предъявлены и предприятиям Клинского района: «Абсолютное отсутствие современной интересной для детей тематики — самолётов, дирижаблей и прочего. При этом качество выпускаемых украшений оставляет желать много лучшего: отсутствие ярких расцветок и соответствующего блеска лишают игрушки нарядности, праздничного вида». Ситуация была оперативно исправлена, и на прилавках советских магазинов появились различные фигурные игрушки.
Уже в 1937 году в Клинском районе Подмосковья открылось несколько артелей по производству игрушек, размещавшихся при колхозах в домах бывших кулаков. В деревне Корост — в колхозе имени Ленина, в Семчино — при колхозе имени 2 Пятилетки, в Некрасино — при колхозе «Восток», в Копылове — при «Красном Октябре», а также при колхозах «Караваевский» и «Демьяново».
Также после войны город Лауша оказался на территории ГДР и продолжал выпуск традиционной ёлочной продукции. Поэтому после войны СССР стал закупать из ГДР наборы ёлочных украшений, которые поставлялись в специальной экспортной упаковке с надписями на русском. В набор стеклянных украшений входили: навершие («пика», в некоторых наборах звезда), 16 цветных шаров и 5 украшений иной формы. Варианты этих пяти украшений, а также раскраска шаров менялись от года к году. Эти ёлочные наборы были в СССР дефицитом и одной из наиболее желанных покупок на новогодних базарах, несмотря на достаточно высокую по меркам СССР цену (в 1983 году цена одного набора составляла 9 рублей). Качеством выполнения, упаковки, крепления (проволочные крючки в комплекте вместо ниток) и общим «западным» видом они выделялись среди прочего новогоднего ассортимента.
На экспортных коробках было написано по-русски «С Новым годом!», тогда как на заводах Лауши ещё с XIX века эта продукция традиционно называлась «Украшения для Христова дерева из Тюрингии» (нем. Thüringer Christbaumschmuck). Это название было дано транслитерацией под рисунком на коробке как указание на производителя: «Изготовлено в Германской Демократической Республике народным предприятием Тюрингер Кристбаумшмук».
С середины 1930-х по середину 1960-х годов при производстве ёлочных игрушек использовался ручной труд, что сказывалось на оригинальности изделий.
В ранний период при производстве игрушек использовалась вата (1930-е — 1950-е гг.), потом её заменил картон, позже большая часть игрушек стала изготавливаться из стекла.
Игрушки из ваты изготавливались из скрученного прессованного хлопка, которому с помощью различных техник придавали необходимую форму. После раскрашивания фигурку покрывали клейстером, изготавливавшимся из крахмала. Покрытие придавало жёсткость, в отличие от мягких игрушек Германии. Мордочки животных и лица кукол изготавливали из папье-маше, целлулоида, глины и ткани. Иногда приклеивалась хромолитография. Популярные игрушки — фигурки детей, фрукты и овощи, животные, персонажи сказок.
В настоящее время ассортимент ёлочных украшений в целом одинаков с европейским. Значительная часть этого ассортимента производится на предприятиях Китая.

## В Европе
На рубеже XIX—XX веков в Дрездене было налажено производство ёлочных игрушек, ставших визитной карточкой города. Производились они из прессованного картона. Было две разновидности игрушек: плоские и объёмные. Игрушки покрывались фольгой и раскрашивались для отражения пламени свечей. Игрушки выпускались в форме животных, птиц и насекомых.
В этот же период в Бреслау производились ёлочные игрушки из бумаги и ваты.
В Германии при производстве ёлочных игрушек активно использовалась техника хромолитографии.

## В Англии и США

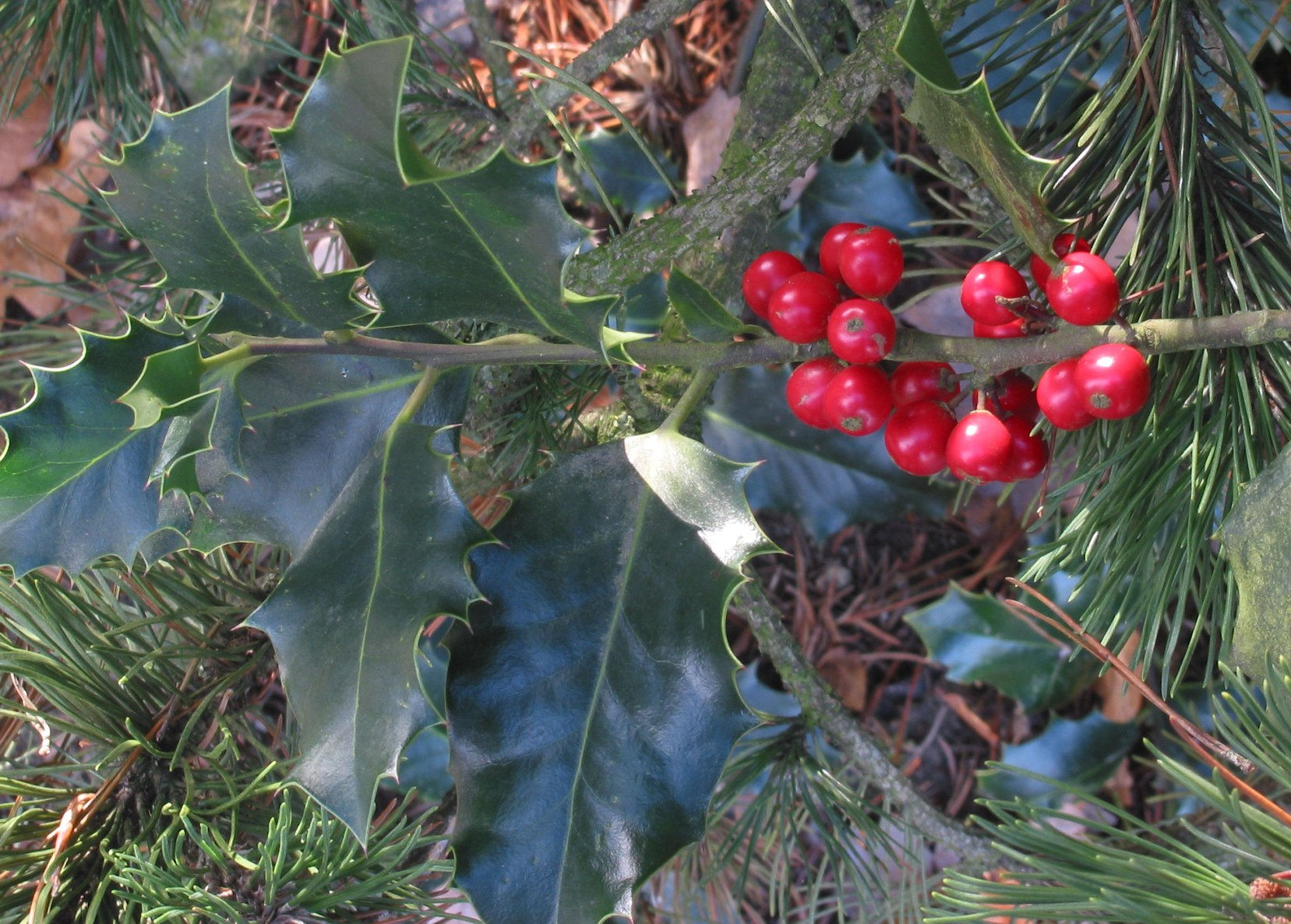
Падуб остролистный

Традиция украшать ёлки на Рождество пришла в Британию вместе с немецкими иммигрантами в начале XIX века, и как до этого в континентальной Европе, быстро распространилась на островах. Здесь немецкие традиции скрестились с кельтскими и друидическими традициями и поверьями, прежде всего с культом омелы и верой в её особые свойства. И ранее существовало поверье об особом очистительном свойстве венка из омелы. Считалось, что встретившиеся под ним противники должны отложить оружие и не браться до него до следующего дня. Поцелуй же под венком омелы считался невинным и целомудренным. В комбинации с новыми традициями Рождества это привело к появлению рождественских венков как обычного украшения дверей дома (или над входом дом) и внутри.
К кельтской же традиции относится украшение ёлки и дома ветками па́дуба остролистного с его ярко-красными ягодами. В тех местах, где это растение не произрастает, использовались его ближайшие родственники, сейчас же чаще приобретаются художественные имитации.
В США традиция наряженных ёлок также была принесена немецкими иммигрантами, а массово вошла в обиход в 1850 году. В том году популярный женский иллюстрированный альманах «Godey’s Lady’s Book» напечатал гравюру «Королевская семья у Рождественской ёлки». Это была слегка американизированная (в стиле одежды и причёсок) версия гравюры 1847 из британского «Illustrated London News». На гравюре перед образцово наряженной ёлкой с подарками под ней были изображены со своими детьми молодые королева Виктория и её муж Альберт. Эта очень популярная одно время гравюра не только установила традиции Рождества в США, но и надолго задала стиль его проведения и украшений.

## В разных странах
Первые ёлочные украшения в Германии появились в середине XIX века. Они представляли стеклянные шары, изнутри покрытые тонким слоем свинца.
| Страна     | Особенность |
| ---------- | --- |
| Бразилия   | Новый год в Бразилии приходится на лето, и тогда жители этой страны украшают ёлки маленькими комочками хлопка, как будто это упавший снег |
| Гватемала  | Гватемальцы в основном украшают ёлку фигурками из библейских сцен |
| Гренландия | В Гренландию ёлки завозят, так как собственные из-за холодного климата там не растут. Жители украшают «иностранок» свечами и яркими орнаментами |
| Ирландия   | В Ирландии ёлки украшают цветными фонариками и мишурой, шары не так популярны |
| Мексика    | В большинстве мексиканских домов центральным украшением считается исп. El Nacimiento — композиции из фигурок, которые изображают сцену рождения Христа из Библии (Рождественский вертеп). Однако украшенная ель тоже присутствует где-нибудь в доме |
| Швеция     | В Швеции ёлки украшают звёздами, игрушками в виде солнца и снежинок, фигурками животных из соломы и дерева |

## Галерея

Описываемое или упоминаемое в статье
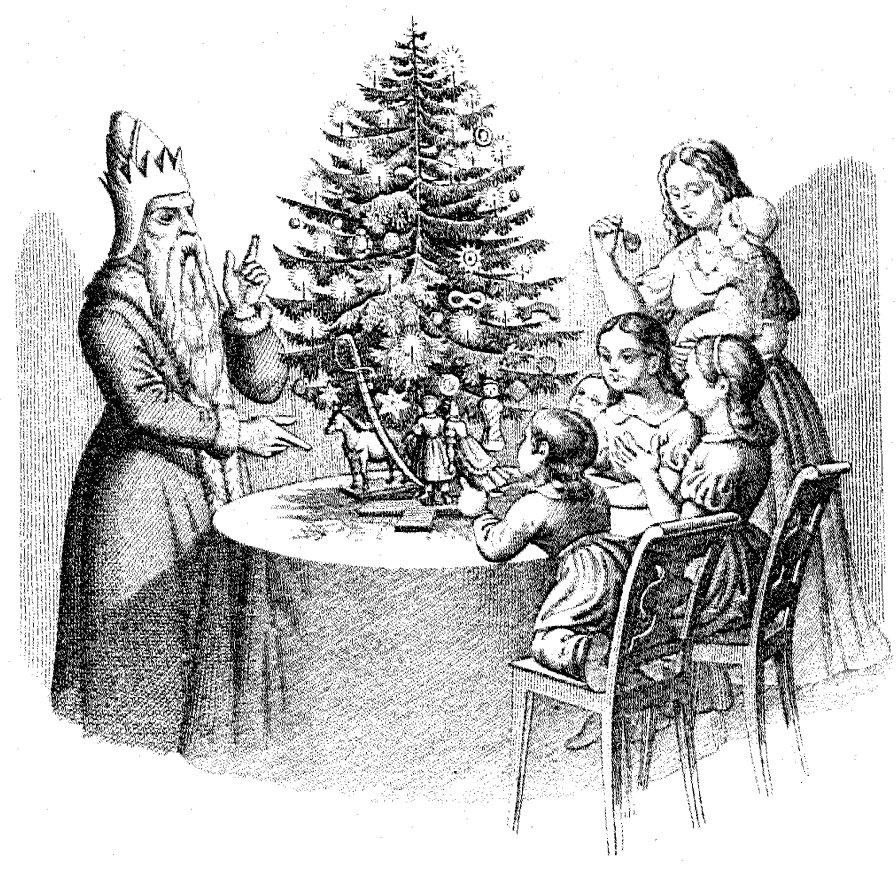
Дети и Санта Клаус у «дерева Клауса» (нем. Klausbaum). Гравюра из немецкой книги «50 басен с картинками для детей»
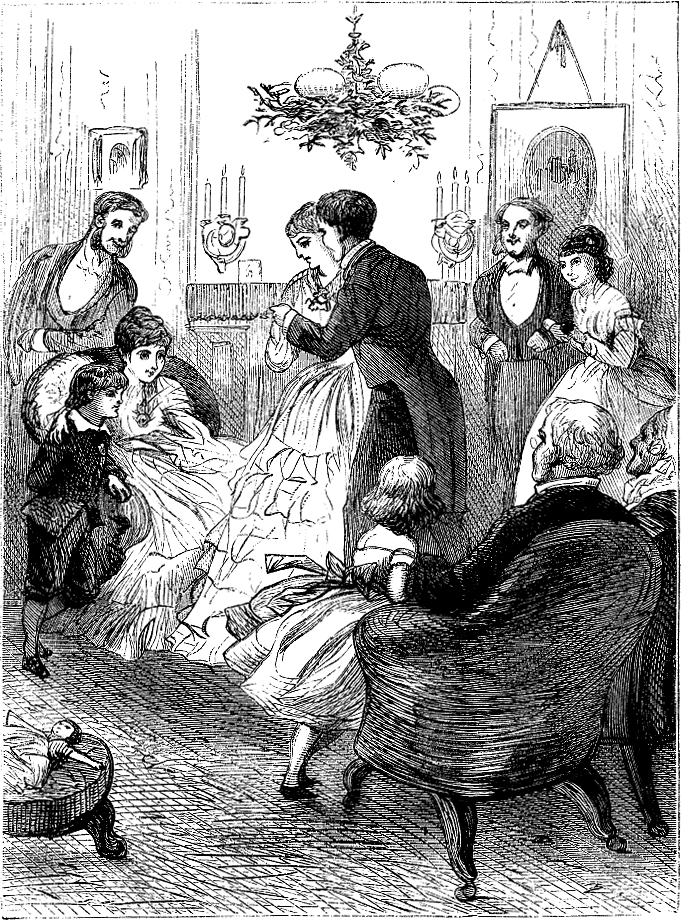
«Под венком омелы», английская гравюра, 1873 год
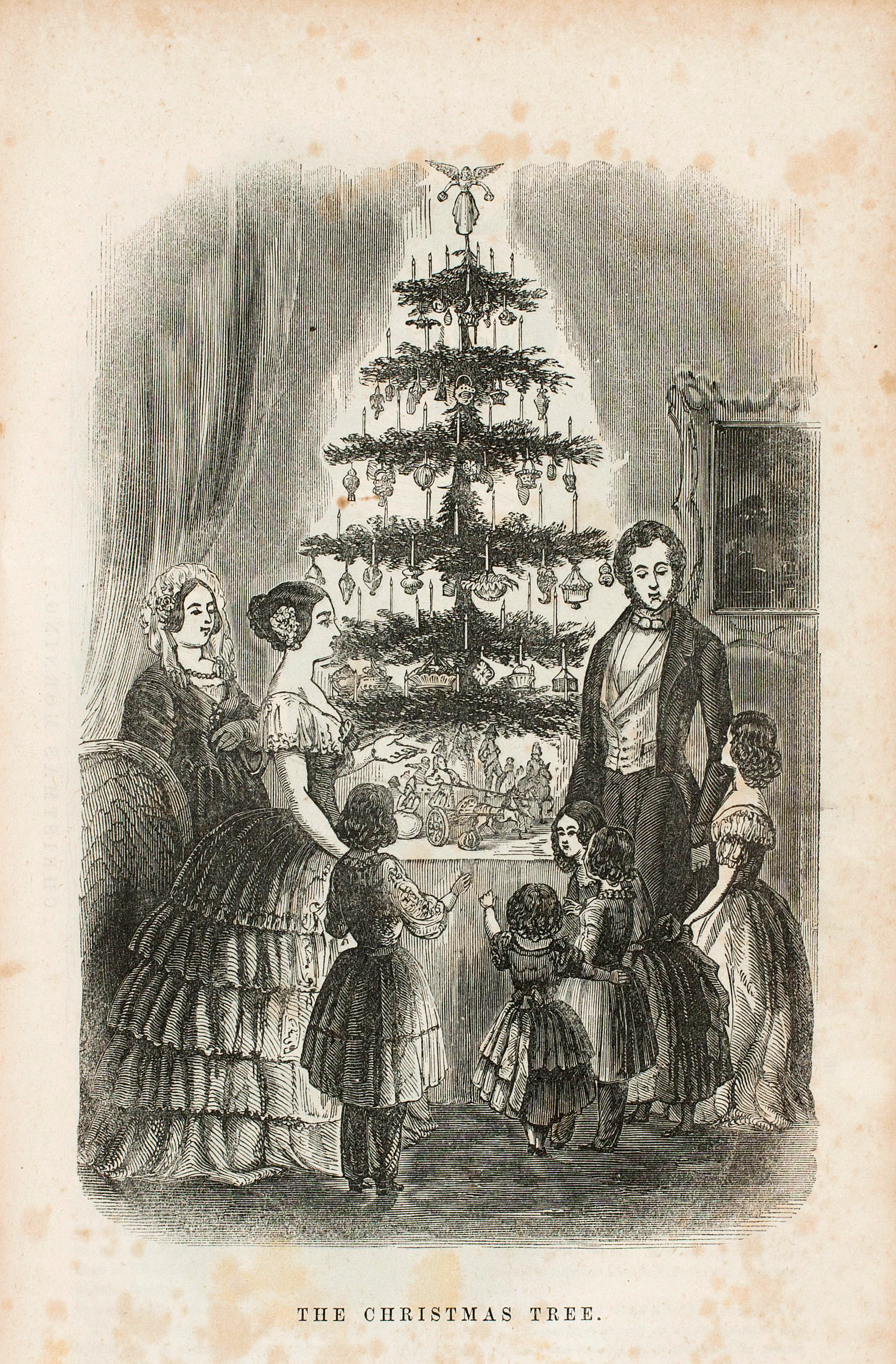
Семья у рождественской ёлки. Гравюра из американского альманаха «Godey's Lady's Book», 1850 год
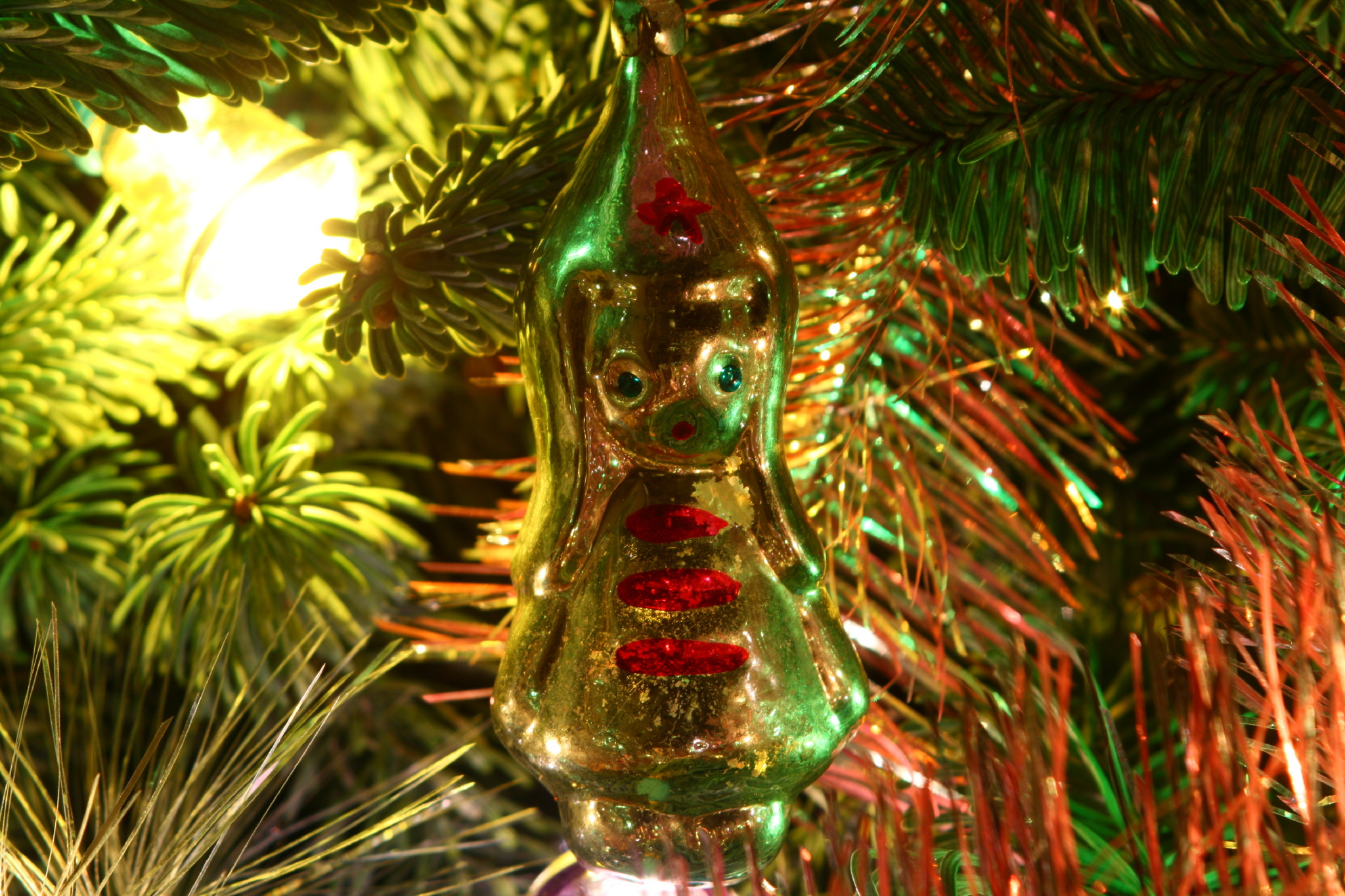
Ёлочное украшение «Красный боец», СССР, 1950-е
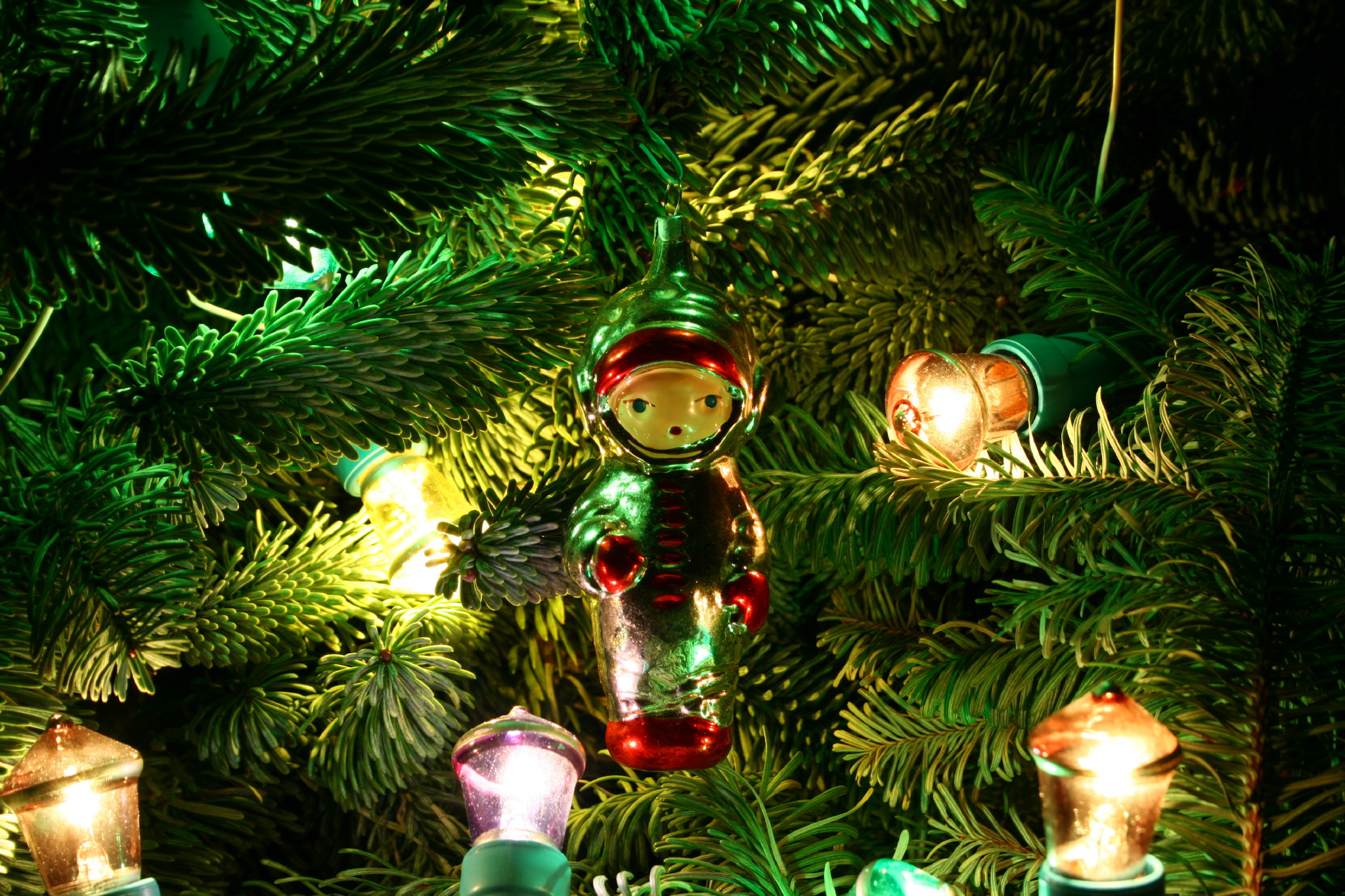
Ёлочное украшение «Космонавт», СССР, 1960-е
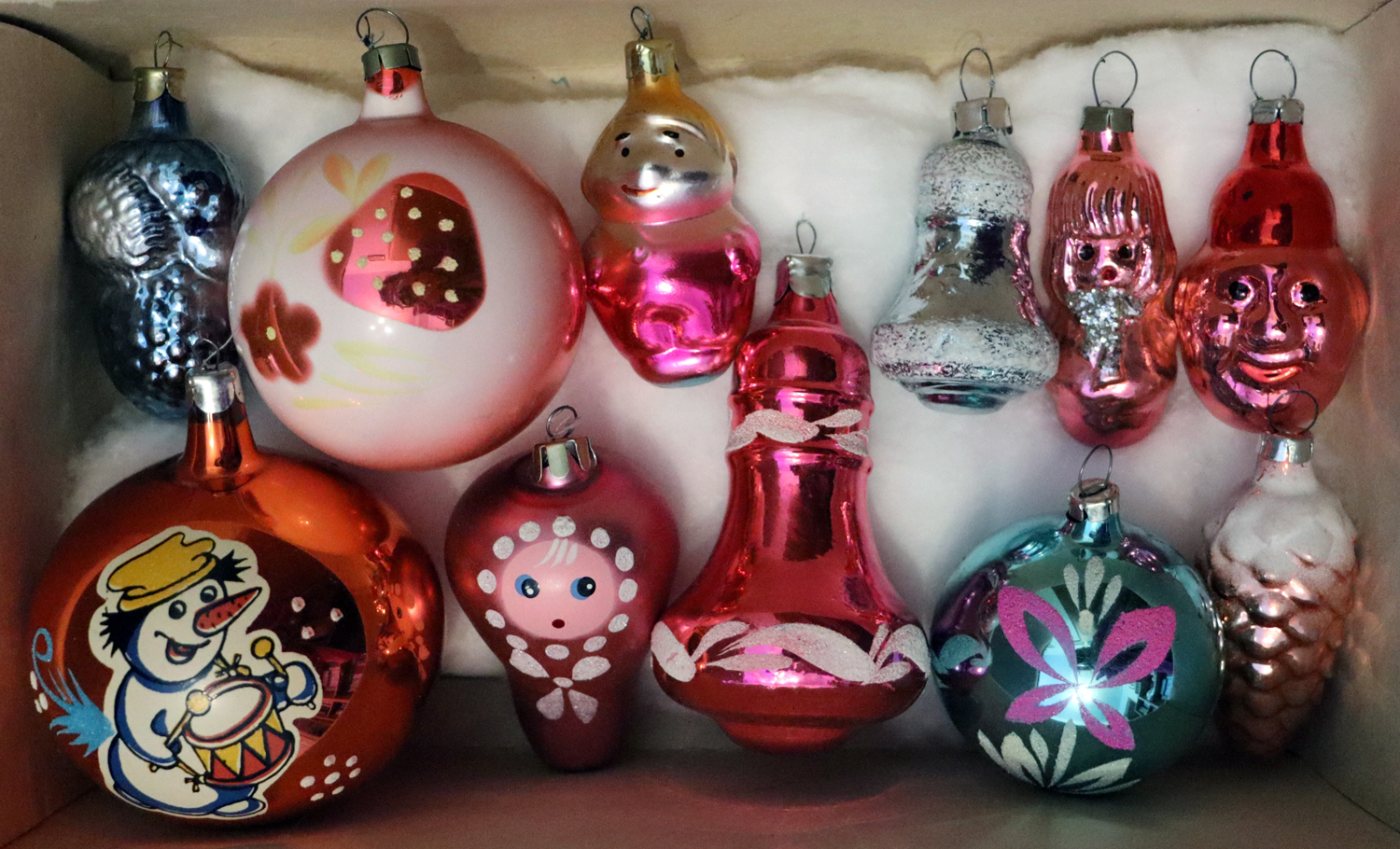
Коробка с ёлочными украшениями, СССР, 1980-е
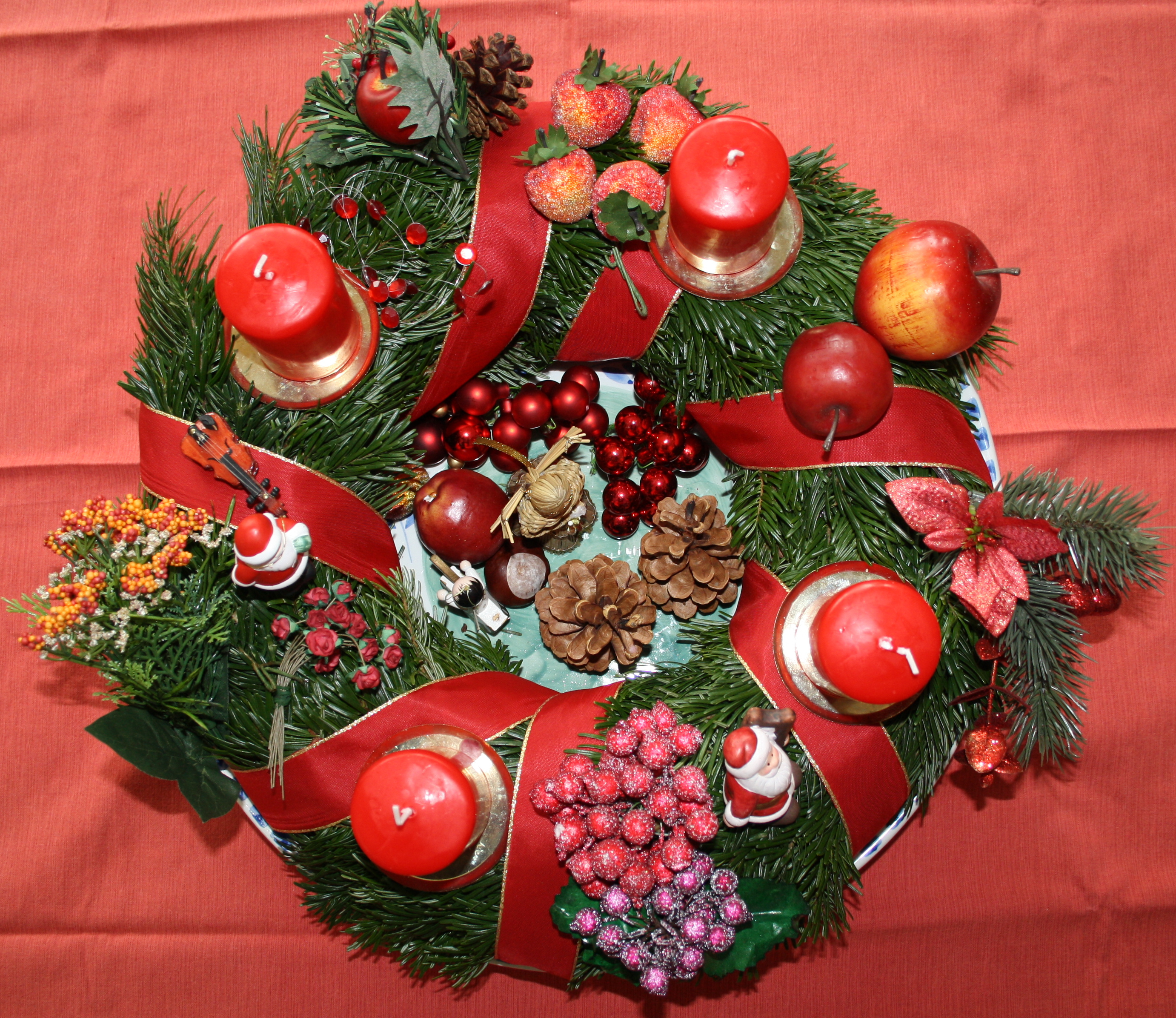
Рождественский венок из Германии со всеми традиционными атрибутами
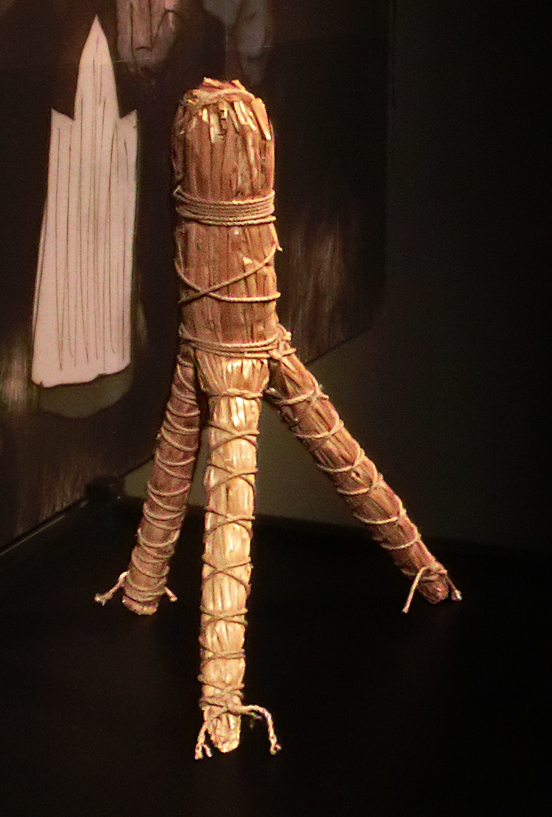
«Типпа элле гоппа» (швед. Typpa eller goppa), антропоморфная фигурка из соломы, ранее применявшаяся для гаданий бросанием. Частый элемент украшения рождественских ёлок в Швеции
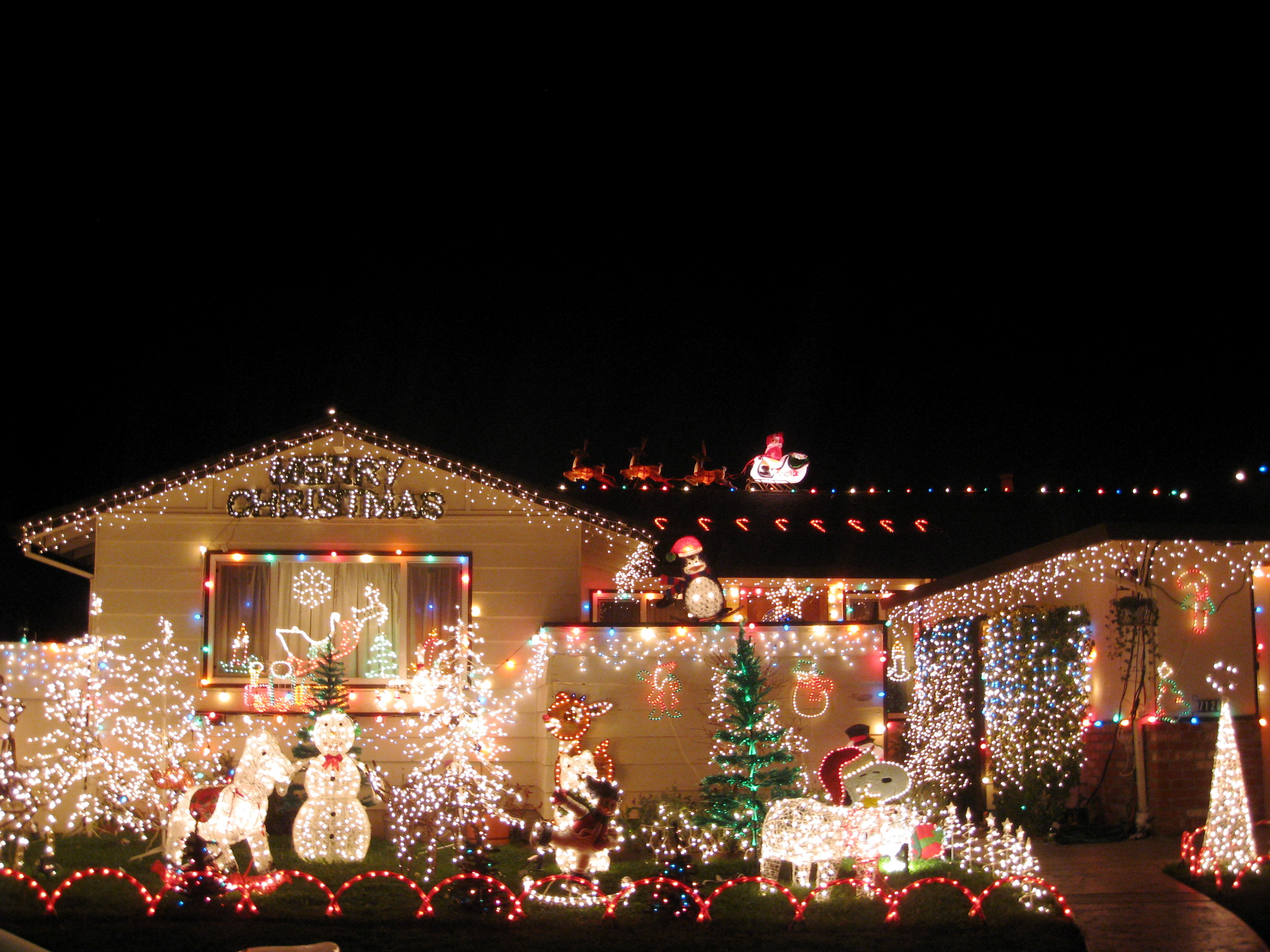
Украшенный к Рождеству частный дом в Калифорнии